# 나가레야마온센역
나가레야마온센역(일본어: 流山温泉駅)은 일본 홋카이도 가메다 군 나나에정에 있던 홋카이도 여객철도 하코다테 본선 (사와라 지선)의 역이다. 역 번호는 N70이며, 단선 승강장 1면 1선의 구조를 지닌 지상역이다.

## 역 주변
- 나가레야마 온천

## 역사
- 2002년 4월 27일 : 홋카이도 여객철도의 역으로서 개업.
- 2022년 3월 12일 : 이용객 감소, JR 시간표 개정으로 인하여 폐지.

## 인접 정차역
| 홋카이도 여객철도 하코다테 본선 | 홋카이도 여객철도 하코다테 본선 | 홋카이도 여객철도 하코다테 본선 |
| ------------------------------- | ------------------------------- | ------------------------------- |
| N71 이케다엔 오누마 방면        | 사와라 지선                     | 조시구치 N69 모라 방면          |